# Olenecamptus clarus
Olenecamptus clarus là một loài bọ cánh cứng trong họ Cerambycidae.